# Chrysosoma cinctiseta
Chrysosoma cinctiseta är en tvåvingeart som beskrevs av Octave Parent 1935. Chrysosoma cinctiseta ingår i släktet Chrysosoma och familjen styltflugor. Inga underarter finns listade i Catalogue of Life.